# Martin T. Orne
Martin Theodore Orne (* 16. Oktober 1927 in Wien, Österreich; † 11. Februar 2000 in Paoli (Pennsylvania), USA) war ein austro-amerikanischer Psychologe und Psychiater. Er lehrte an der University of Pennsylvania und machte sich einen Namen vor allem in den Bereichen der psychologischen Forschungsmethoden, der klinischen Psychologie und der Hypnose.

## Leben
Orne wurde 1927 in Wien als Sohn der Psychiaterin Martha (Brunner) Orne und des Chirurgen Frank Orne geboren. 1938 musste Ornes Familie angesichts des Machtantritts der Nationalsozialisten Österreich verlassen und emigrierte in die USA. Sie ließen sich erst in New York City nieder, wo Martin T. Orne die Bronx High School of Science besuchte. Dann übersiedelte die Familie nach Boston, wo M.T. Orne an der Harvard University ein Bakkalaureat und 1958 ein Doktorat in Psychologie erwarb und an der Tufts University 1955 sein Medizinstudium als M.D. abschloss. Seine Psychiatrieausbildung absolvierte Orne 1957–1960 am Massachusetts Mental Health Center.
Orne unterrichtete und forschte erst an der Harvard Medical School (1962–1964) und am Department of Psychology der University of California. 1967 wurde er als Professor an das Department of Psychiatry der University of Pennsylvania Medical School berufen, an der er bis zu seiner Emeritierung im Jahr 1996 und darüber hinaus lehrte und forschte.
Orne starb im 72. Lebensjahr. Seine Hinterbliebenen sind seine Frau Emily Carota Orne (1938–2016), Psychologieforscherin an der University of Pennsylvania und enge Mitarbeiterin ihres Mannes über viele Jahre, sein Sohn Franklin und seine Tochter Tracy.

## Werk
Auf dem Gebiet der psychologischen Forschung wurde Orne vor allem über seine Arbeiten zum Aufforderungscharakter bzw. den "Demand Characteristics" der Situation im psychologischen Experiment für die Versuchsteilnehmer bekannt, die Züge einer Rollenspiel-Situation aufweist und gravierende methodische Probleme für die heute so genannte Ökologische Validität von psychologischen Experimentalforschungen aufwirft (siehe dazu auch die Ausführungen zur Reaktivität und zum Rollenspiel in der psychologischen Forschung).
Weitere Schwerpunkte waren seine zahlreichen Forschungsarbeiten zur Hypnose und Hypnosetherapie sowie die forensische Psychologie und Psychiatrie. Dazu liegt von ihm eine Vielzahl von Fachartikeln und Buchbeiträgen vor.

## Publikationen (Auswahl)
- 1962: On the social psychology of the psychological experiment: With particular reference to demand characteristics and their implications. American Psychologist, 17, 776–783.
- 1969: Demand characteristics and the concept of quasi-controls. In R. Rosenthal & R. Rosnow (Eds.), Artifact in behavioral research. New York: Academic Press. 143–179.
- 1973: Communication by the total experimental situation: Why it is important, how it is evaluated, and its significance for the ecological validity of findings. In P. Pliner, L. Krames, & T. Alloway (Eds.), Communication and affect. New York: Academic Press.  157–191.
- 1975: Hypnosis. In G. Lindzey, C. Hall, & R. Thompson (Eds.), Psychology. New York: Worth Publishers. 150–154.
- 1980: On the construct of hypnosis: How its definition affects research and its clinical application. In G. Burrows & L. Dennerstein (Eds.), Handbook of hypnosis and psychosomatic medicine. Amsterdam: Elsevier/North Holland. 29–51.
- Vollständige Bibliographie von Orne auf der Website der University of Pennsylvania

## Ehrungen (Auswahl)
- Ehrendoktorat der John F. Kennedy University, 1980.
- Royal Society of Medicine, Honorary Member, 1980.
- Benjamin Franklin Gold Medal, International Society of Hypnosis, 1982.
- American Psychological Association, Distinguished Scientific Award for the Applications of Psychology, 1986.
- American Academy of Psychiatry and the Law, Seymour Pollack Award, 1991.
- American Psychological Society, James McKeen Cattell Fellow Award in Applied Psychology, 1992.
- Ehrendoktorat der Hofstra University, 1993.